# Museumbrouwerij De Roos
Museumbrouwerij "De Roos" is een bierbrouwerij die zich bevindt aan de Sint Sebastiaanstraat 4 te Hilvarenbeek.

## Voorgeschiedenis
Vanaf het begin van de 17e eeuw werd er in Hilvarenbeek op vele plaatsen bier gebrouwen. Bij de dorpsbrand van 1694 gingen drie brouwerijen verloren maar bleven er nog acht over. Er waren toentertijd 32 herbergiers. In 1715 waren er nog zes brouwers en in 1792 nog drie waarvan er twee stilliggen. In 1819 zijn er nog twee en in 1830 nog een. Het aantal herbergen liep eveneens terug. Niettemin werden er in de 19e eeuw nog twee brouwerijen gesticht. Naast "De Roos" was dat "De Arend" uit 1882. Deze werd echter door brand verwoest in 1911.

## Gebouwen
De brouwerij dateert van de 2e helft van de 19e eeuw, maar het gebouw waarin ze is gevestigd is ouder en fungeerde voordien waarschijnlijk als stal. Deze is ingrijpend verbouwd om hem geschikt te maken voor het brouwproces. Dit gebeurde vermoedelijk in 1877.
Het woonhuis dat bij de brouwerij behoort is een zogenaamd Kempisch verdiepinghuis dat waarschijnlijk in de eerste helft van de 18e eeuw is gebouwd. Het is mogelijk dat er in dit huis in de 18e eeuw al gebrouwen werd op ambachtelijke wijze en dat in het huis een herberg was gevestigd.

## Sluiting
In 1915 kocht Henricus Franciscus de Leijer, een telg uit een oud Boxtels brouwersgeslacht de brouwerij de Roos. Hij maakte een bier met weinig alcohol, dat niet kon concurreren met het ondergistende pilsbier, dat alleen gemaakt kon worden met moderne koelapparatuur. De investeringen om dit te vervaardigen konden door het ambachtelijk bedrijf niet worden opgebracht.
In 1933 werd de brouwerij gesloten en ze raakte in verval. Op 14 november 1933 werd de aanwezige apparatuur verzegeld. Wel werd in brouwerij "De Kroon" te Boxtel, eigendom van de broer van brouwer de Leijer, nog modernisering doorgevoerd in de vorm van koelapparatuur. Deze brouwde nog tot 1964. Een deel van dit bier werd in Hilvarenbeek gebotteld onder de naam "De Roos", maar het kwam van Boxtel. Het Boxtelse bedrijf bleef na 1964 bestaan als drankenhandel De Leijer.

## Heden
Van 1996 tot 2001 hebben een aantal vrijwilligers de brouwerij en de inventaris ervan gerestaureerd. Een vervallen deel van het gebouw werd afgebroken en vervangen door een nieuwe aanbouw waarin een kleine, moderne brouwinstallatie werd geplaatst. Een aantal vrijwilligers brouwt met deze installatie weer bier. Mislukte brouwsels worden gedistilleerd en de alcohol wordt vervolgens tot likeur verwerkt.
De 19e-eeuwse industriële brouwerij-uitrusting is van groot belang, aangezien deze nog vrijwel in de authentieke staat verkeert. Ze is daarmee uniek voor Nederland. Alleen in het Nederlands Openluchtmuseum in Arnhem bevindt zich nog een dergelijke inventaris.
Het Brouwerijmuseum is in het weekend 's middags geopend en in de vakantiemaanden ook op enkele doordeweekse middagen.